# Eve Hewson
Pour les articles homonymes, voir Hewson.
Memphis Eve Sunny Day Hewson, dite Eve Hewson, née à Dublin (Irlande) le 7 juillet 1991, est une actrice irlandaise.

## Biographie
Eve Hewson est la deuxième fille de la militante Ali Hewson (née Alison Stewart) et du chanteur de U2, Bono (Paul David Hewson). Elle fait ses études au collège St. Andrew à Dublin (en) puis à l'université de New York.

## Carrière
Elle débute en 2008 dans le film The 27 Club d'Erica Dunton. Deux ans plus tard, elle joue dans un clip du groupe irlandais The Script.
En 2011, elle tourne sous la direction de Paolo Sorrentino dans This Must Be the Place.
En 2013, elle joue dans le premier film américain de Guillaume Canet : Blood Ties et également dans All About Albert.
En 2014, elle fait ses débuts sur le petit écran, où elle retrouve Clive Owen dans The Knick, après Blood Ties. L'année suivante, elle est présente dans Le Pont des espions réalisé par Steven Spielberg.
En 2018, elle incarne Nenette dans le remake Papillon de Michael Noer, puis joue Marianne dans la nouvelle adaptation de Robin des Bois réalisé par Otto Bathurst et dans Paper Year de Rebecca Addelman.
En 2020, elle joue aux côtés d'Eva Green et Himesh Patel dans la série néo-zélandaise The Luminaries et le biopic Tesla de Michael Almereyda. L'année suivante, elle joue dans le thriller Mon amie Adèle, diffusée en début d'année sur Netflix.
En 2022, elle est à l'affiche de la série britannique Bad Sisters, aux côtés de Sharon Horgan, Anne-Marie Duff, Eva Birthistle et Sarah Greene.
En septembre, 2024, elle tient l'un des rôles principaux dans la série Un couple parfait sortie sur Netflix.

## Filmographie

### Cinéma

#### Longs métrages
- 2008 : The 27 Club d'Erica Dunton : Stella
- 2011 : This Must Be the Place de Paolo Sorrentino : Mary
- 2013 : Blood Ties de Guillaume Canet : Yvonne
- 2013 : All About Albert (Enough Said) de Nicole Holofcener : Tess
- 2015 : Le Pont des espions (Bridge of Spies) de Steven Spielberg : Carol Donovan
- 2018 : Papillon de Michael Noer : Nenette
- 2018 : Robin des Bois (Robin Hood) d'Otto Bathurst : Marianne
- 2018 : Paper Year de Rebecca Addelman : Franny Winters
- 2019 : The True Adventures of Wolfboy de Martin Krejcí : Rose
- 2020 : Tesla de Michael Almereyda : Anne Morgan
- 2023 : Flora and Son de John Carney : Flora
- 2026 : Disclosure de Steven Spielberg

#### Courts métrages
- 2008 : Darkness Turns to Light d'Allison Hartel : La peintre
- 2008 : Musical Names and Musical Sounds d'Allison Hartel : Une femme
- 2018 : Hello Apartment de Dakota Fanning : Ava

### Télévision

#### Séries télévisées
- 2014 : The Knick : Infirmière Lucy Elkins
- 2020 : The Luminaries : Anna Wetherell
- 2021 : Mon amie Adèle (Behind Her Eyes) : Adèle
- 2022 : Bad Sisters : Rebecca "Becka" Garvey
- 2024 : Un couple parfait (The Perfect Couple) de Susanne Bier : Amelia Sacks

### Clip
- 2010 : The Script - For the First Time : Della